# Arne F. Feichtinger

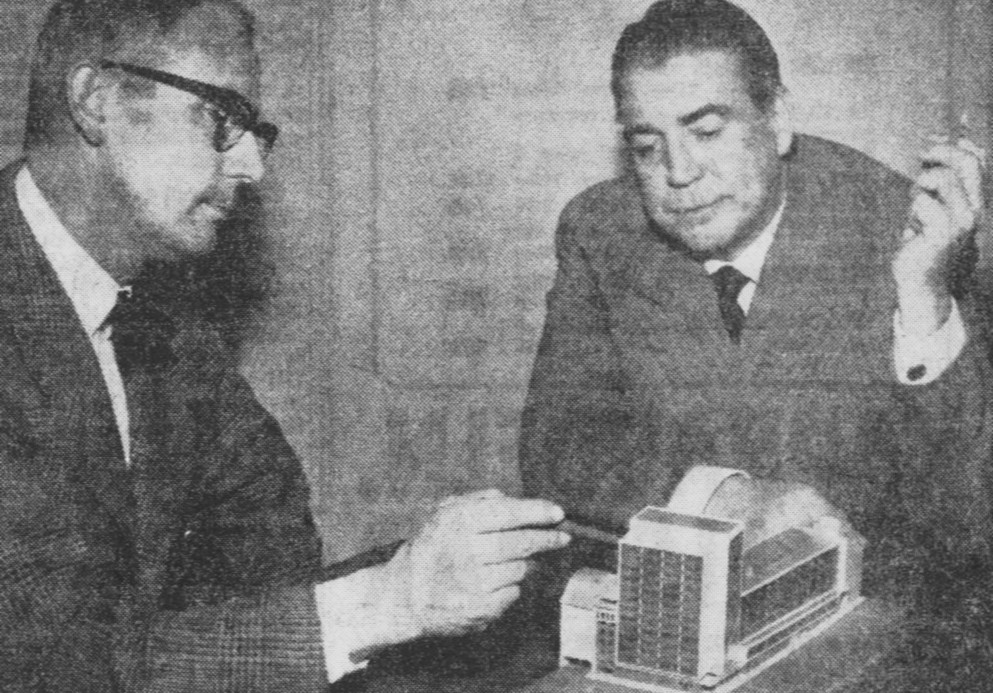
Arkitekt Carl Grandinson (t.v.) förklarar modellen för Siemenshuset för Arne F. Feichtinger, 1960.

Arne Ferdinand Feichtinger, född 29 oktober 1906 i Örby församling, Älvsborgs län, död 1 oktober 2001 i Lugano, var en svensk företagsledare. 

## Biografi
Feichtinger som var son till ingenjör Ferdinand Feichtinger och Alma Andersson, avlade ingenjörsexamen vid tekniska högskolan i Charlottenburg 1928. Han blev ingenjör vid Elektriska AB Siemens 1929, direktör där 1944, var verkställande direktör 1954–1969 och styrelseledamot 1952–1972 (ordförande 1970–1972). Han var styrelseledamot i Dansk Siemens A/S 1953–1960, i Telub AB 1967–1969, i Elema-Schönander AB 1970–1972, i Sveriges elektroindustriförening 1956–1972, i Elektriska arbetsgivareföreningen 1961–1970, i Föreningen för elektricitetens rationella användning (FERA) 1963–1965, i Siemens Corporation i New York 1970–1976 och Tysk-svenska handelskammaren 1971–1979. Han var ledamot av Kungliga Ingenjörsvetenskapsakademiens industriella råd 1963–1972.